# Springfield Stadium
 (avril 2025).
Le Springfield Stadium est un stade polyvalent situé dans un parc public, à Saint-Hélier.

## Histoire
Le stade porte le nom de Springfield en raison de sa localisation sur une prairie humide qui fut utilisée comme pâturage pour les troupeau de vaches Jersiaise. 
En 1884, la Royal Jersey Agricultural and Horticultural Society achète à son propriétaire Charles Le Gros, cet espace naturel d'une superficie d'environ 5 vergées, soit 9 000 m² ou 0,9 hectare, délimité par les bourgs du Grand Douet et de Rouge Bouillon. Aujourd'hui le lieu consacré aux festivités sportives atteint une superficie de 12 vergées soit 21 600 ou 21,6 hectares.
Le terrain fut d'abord dévolu aux expositions agricoles ainsi qu'au carnaval annuel de la bataille de fleurs de Jersey.
En 1900 fut organisée une parade militaire pour fêter le début du XXe siècle. Une tribune fut aménagée pour cet évènement.
En 1905 fut organisé le premier tournoi de football interne aux îles anglo-normandes. L'équipe vainqueur recevait la coupe du Vase Muratti dénommée ainsi car le trophée est une coupe sur pied en forme de vase de style Art nouveau et parrainée par le cigarettier Muratti.
En 1922, les anciennes tribunes furent démolies pour laisser place à la création d'un véritable stade inauguré en 1924.
Le 30 novembre 1971, une foule record de plus de 11 100 spectateurs se rassemble au Springfield Stadium, afin de regarder un match impliquant Manchester United.